# زایدا برگروث
زایدا برگروث (انگلیسی: Zaida Bergroth؛ زادهٔ ۱۹۷۷) کارگردان فیلم، و فیلم‌نامه‌نویس اهل فنلاند است. او کارگردان فیلم تووه است.